# Allophatnus fulvitergus
Allophatnus fulvitergus là một loài tò vò trong họ Ichneumonidae.